# 2-Chlorobutane
Le 2-Chlorobutane (CH3CHClCH2CH3) est un dérivé halogéné du butane, où l'un des atomes d'hydrogène (fixé sur un atome de carbone secondaire) a été substitué par un atome de chlore. C'est un halogénure d'alkyle secondaire.

## Propriétés physico-chimiques
En conditions normales, le 2-Chlorobutane se présente sous la forme d'un liquide incolore à l'odeur éthérée. Il possède deux isomères en raison du carbone asymétrique : (R)-2-Chlorobutane et (S)-2-Chlorobutane.
Il réagit vivement avec les oxydants et les poudres métalliques.
- Concentration à saturation : 166 710,526 3 ppm[3]
- Coefficient de partage (eau/huile) : 0,0036[3]

## Production et synthèse
Le 2-Chlorobutane peut être synthétisé par substitution nucléophile du butan-2-ol par l'acide chlorhydrique ou par le chlorure de zinc. Il peut aussi être synthétisé à partir du but-2-ène et de l'acide chlorhydrique.

## Sécurité
Les vapeurs de 2-Chlorobutane peuvent former avec l'air un mélange explosif (point d'éclair aux environs de −21 °C, température d'auto-inflammation 460 °C). Il convient donc de le conserver à l'abri de l'air.